# Вакулла (округ)
Шаблон:StateAbbr_ 30°09′ пн. ш. 84°23′ зх. д. / 30.15° пн. ш. 84.38° зх. д.
Ваку́лла (англ. Wakulla County) — округ на північному заході штату Флорида. Центр — село Крофордвілл.
Площа округу становить 1571 км².
Округ був виділений з округу Леон в 1843 році.
Населення округу — 30776 осіб (2010).

## Населені пункти
В склад округу входять 2 міста (сіті).
Міста
| Місто      | Населення, осіб | Рік  |
| ---------- | --------------- | ---- |
| Сент-Маркс | 272             | 2000 |
| Сопчоппі   | 426             | 2000 |

## Суміжні округи
- Леон — північ
- Джефферсон — схід
- Франклін — південний захід
- Ліберті — захід

## Галерея

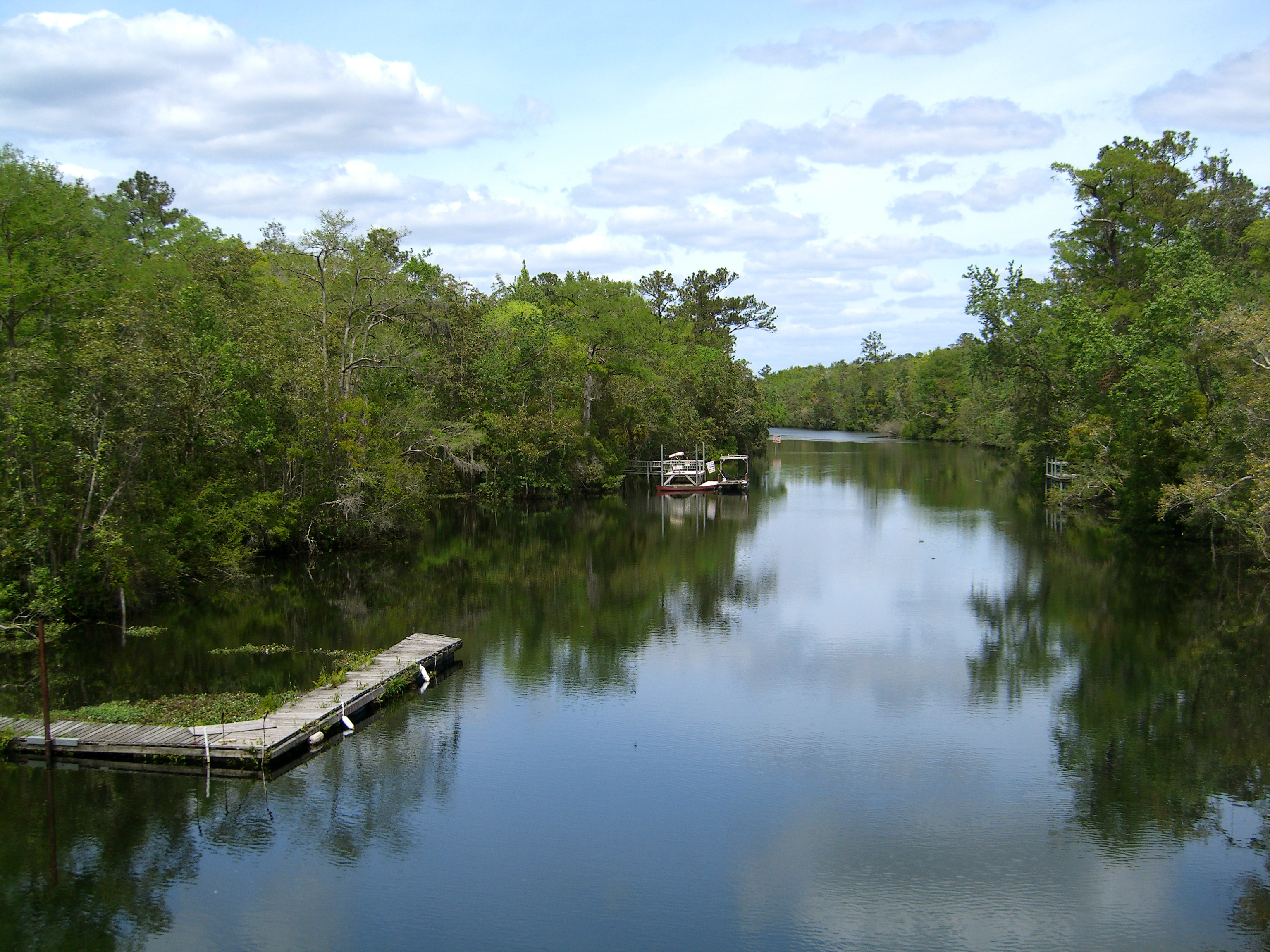
Річка Сент-Маркс
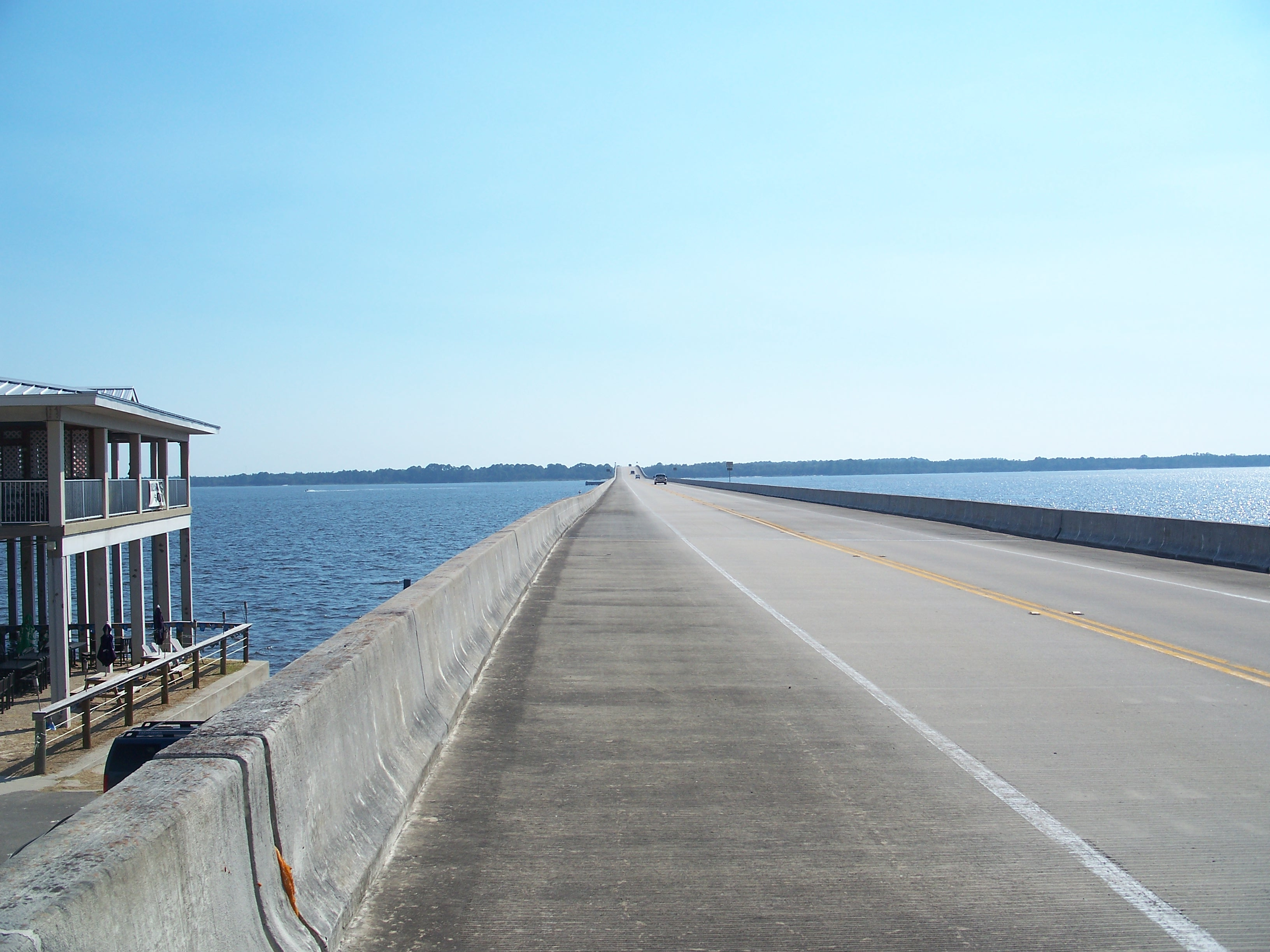
Міст через затоку Очлоконі
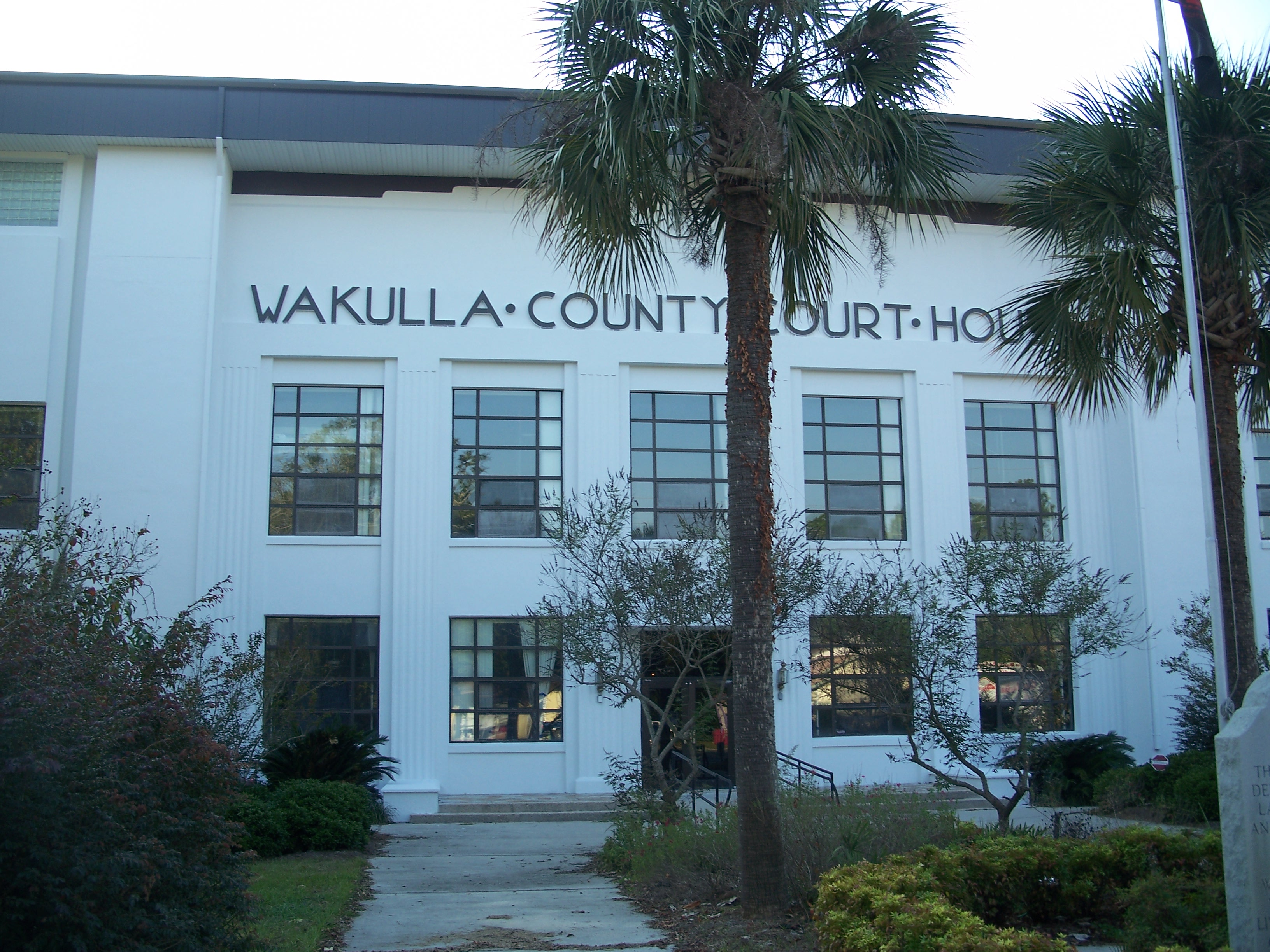
Окружний суд в Крофордвіллі